# Північно-Західний регіон Болгарії
Північно-Західний регіон (болг. Северозападен регион) — один з шести регіонів Болгарії. Розташований на заході північної частини країни. Центр — місто Плевен.
| Болгарія | Це незавершена стаття з географії Болгарії. Ви можете допомогти проєкту, виправивши або дописавши її. |